# هيرمان بينيت
هيرمان بينيت (22 ديسمبر 1939 في جامايكا - ) (بالإنجليزية: Herman Bennett)‏ هو لاعب كريكت جامايكي.

## وصلات خارجية
- هيرمان بينيت على موقع إي آس بي آن كريك إنفو (الإنجليزية)